# Konsolidering (ekonomi)
Konsolidering är en term inom koncernredovisning som innebär att finansiella rapporter från ett moderbolag och (minst) ett dotterbolag eller intressebolag sammanfogas till en gemensam koncernrapport. Innan konsolidering kan ske måste alla poster och transaktioner som skett mellan koncernens olika bolag elimineras.
Konsolidering är även en allmänekonomisk term som beskriver utvecklingen i en viss bransch, där företag växer genom sammanslagningar. Därigenom uppstår stordrift. Konsolidering brukar vara förenat med måttlig men stabil tillväxt.